# 五龙庙 (襄垣)
五龙庙，位于山西省长治市襄垣县县城北关，是中华人民共和国全国重点文物保护单位之一。

## 历史
五龙庙的创建年代无考，元至正十年（1350年）重建。明清多次修缮，曾由仓库和铁匠铺占用。

## 建筑
五龙庙现存山门、正殿，主要是明代建筑。戏台已坍塌，东西配殿已改建。
正殿面阔五间、进深六椽，单檐悬山顶。殿顶舒缓，前檐斗拱硕大有元风。

## 保护
2004年6月10日，五龙庙公布为山西省文物保护单位。2013年3月5日，五龙庙公布为第七批全国重点文物保护单位，古建筑类，编号7-0820-3-118，年代为元至清。